# Olympische Winterspiele 2022/Teilnehmer (Niederlande)
| Gelbes Symbol für Goldmedaillen mit stilisierten Olympischen Ringen | Graues Symbol für Silbermedaillen mit stilisierten Olympischen Ringen | Braundes Symbol für Bronzemedaillen mit stilisierten Olympischen Ringen |
| ------------------------------------------------------------------- | --------------------------------------------------------------------- | ----------------------------------------------------------------------- |
| 8                                                                   | 5                                                                     | 4                                                                       |

Die Niederlande nahmen an den Olympischen Winterspielen 2022 in Peking mit 41 Athleten, davon 21 Männer und 20 Frauen, in sieben Sportarten teil. Es war die insgesamt 22. Teilnahme an Olympischen Winterspielen. Die Eiskunstläuferin Lindsay van Zundert und der Eisschnellläufer Kjeld Nuis wurden als Fahnenträger bei der Eröffnungsfeier nominiert. Für die Schlussfeier wurde die Eisschnellläuferin Irene Schouten als Fahnenträgerin gewählt.

## Medaillen

### Medaillenspiegel
| Rang   | Sportart       | Gold | Silber | Bronze | Gesamt |
| ------ | -------------- | ---- | ------ | ------ | ------ |
| 1      | Eisschnelllauf | 6    | 4      | 2      | 12     |
| 2      | Shorttrack     | 2    | 1      | 1      | 4      |
| 3      | Skeleton       | —    | —      | 1      | 1      |
| Gesamt | Gesamt         | 8    | 5      | 4      | 17     |

### Medaillengewinner
| Name/n                                                                            | Sportart       | Wettkampf      |
| --------------------------------------------------------------------------------- | -------------- | -------------- |
| Gold                                                                              |                |                |
| Thomas Krol                                                                       | Eisschnelllauf | 1000 m         |
| Kjeld Nuis                                                                        | Eisschnelllauf | 1500 m         |
| Selma Poutsma Suzanne Schulting Xandra Velzeboer Yara van Kerkhof Rianne de Vries | Shorttrack     | 3000 m Staffel |
| Irene Schouten                                                                    | Eisschnelllauf | 3000 m         |
| Irene Schouten                                                                    | Eisschnelllauf | 5000 m         |
| Irene Schouten                                                                    | Eisschnelllauf | Massenstart    |
| Suzanne Schulting                                                                 | Shorttrack     | 1000 m         |
| Ireen Wüst                                                                        | Eisschnelllauf | 1500 m         |
| Silber                                                                            |                |                |
| Thomas Krol                                                                       | Eisschnelllauf | 1500 m         |
| Jutta Leerdam                                                                     | Eisschnelllauf | 1000 m         |
| Patrick Roest                                                                     | Eisschnelllauf | 5000 m         |
| Patrick Roest                                                                     | Eisschnelllauf | 10.000 m       |
| Suzanne Schulting                                                                 | Shorttrack     | 500 m          |
| Bronze                                                                            |                |                |
| Kimberley Bos                                                                     | Skeleton       | Frauen         |
| Antoinette de Jong                                                                | Eisschnelllauf | 1500 m         |
| Antoinette de Jong Ireen Wüst Irene Schouten                                      | Eisschnelllauf | Teamverfolgung |
| Suzanne Schulting                                                                 | Shorttrack     | 1500 m         |

## Teilnehmer nach Sportarten

### Bob
| Athleten                                                | Wettbewerb | Lauf 1      | Lauf 1 | Lauf 2      | Lauf 2 | Lauf 3      | Lauf 3 | Lauf 4        | Lauf 4        | Gesamt      | Gesamt |
| Athleten                                                | Wettbewerb | Zeit        | Rang   | Zeit        | Rang   | Zeit        | Rang   | Zeit          | Rang          | Zeit        | Rang   |
| ------------------------------------------------------- | ---------- | ----------- | ------ | ----------- | ------ | ----------- | ------ | ------------- | ------------- | ----------- | ------ |
| Frauen                                                  |            |             |        |             |        |             |        |               |               |             |        |
| Karlien Sleper                                          | Monobob    | 1:05,88 min | 16     | 1:06,59 min | 16     | 1:05,85 min | 11     | 1:06,65 min   | 18            | 4:24,97 min | 16     |
| Männer                                                  |            |             |        |             |        |             |        |               |               |             |        |
| Ivo de Bruin Jelen Franjić                              | Zweierbob  | 1:00,46 min | 27     | 1:00,36 min | 18     | 1:00,35 min | 20     | ausgeschieden | ausgeschieden | 3:01,17 min | 23     |
| Ivo de Bruin Janko Franjić Jelen Franjić Dennis Veenker | Viererbob  | 59,85 s     | 26     | 1:00,07 min | 24     | 1:00,08 min | 27     | ausgeschieden | ausgeschieden | 3:00,00 min | 26     |

### Eiskunstlauf
| Athleten            | Wettbewerbe | Kurzprogramm | Kurzprogramm | Kür    | Kür  | Gesamt | Gesamt |
| Athleten            | Wettbewerbe | Punkte       | Rang         | Punkte | Rang | Punkte | Rang   |
| ------------------- | ----------- | ------------ | ------------ | ------ | ---- | ------ | ------ |
| Frauen              |             |              |              |        |      |        |        |
| Lindsay van Zundert | Einzel      | 59,24        | 22           | 116,57 | 16   | 175,81 | 18     |

### Eisschnelllauf
| Athleten            | Wettbewerbe | Zeit         | Rang   |
| ------------------- | ----------- | ------------ | ------ |
| Frauen              |             |              |        |
| Femke Kok           | 500 m       | 37,39 s      | 6      |
| Jutta Leerdam       | 500 m       | 37,34 s      | 5      |
| Jutta Leerdam       | 1000 m      | 1:13,83 min  | Silber |
| Michelle de Jong    | 500 m       | 37,97 s      | 13     |
| Antoinette de Jong  | 1000 m      | 1:14,92 min  | 5      |
| Antoinette de Jong  | 1500 m      | 1:54,82 min  | Bronze |
| Antoinette de Jong  | 3000 m      | 4:02,37 min  | 8      |
| Ireen Wüst          | 1000 m      | 1:15,11 min  | 6      |
| Ireen Wüst          | 1500 m      | 1:53,28 min  | Gold   |
| Marijke Groenewoud  | 1500 m      | 1:54,97 min  | 5      |
| Irene Schouten      | 3000 m      | 3:56,93 min  | Gold   |
| Irene Schouten      | 5000 m      | 6:43,51 min  | Gold   |
| Carlijn Achtereekte | 3000 m      | 4:02,21 min  | 7      |
| Sanne in ’t Hof     | 5000 m      | 6:59,77 min  | 7      |
| Männer              |             |              |        |
| Merijn Scheperkamp  | 500 m       | 34,736 s     | 12     |
| Kai Verbij          | 500 m       | 34,87 s      | 14     |
| Kai Verbij          | 1000 m      | 1:14,17 min  | 30     |
| Thomas Krol         | 500 m       | 35,06 s      | 18     |
| Thomas Krol         | 1000 m      | 1:07,92 min  | Gold   |
| Thomas Krol         | 1500 m      | 1:43,55 min  | Silber |
| Hein Otterspeer     | 1000 m      | 1:08,80 min  | 10     |
| Kjeld Nuis          | 1500 m      | 1:43,21 min  | Gold   |
| Marcel Bosker       | 1500 m      | 1:45,42 min  | 9      |
| Patrick Roest       | 5000 m      | 6:09,31 min  | Silber |
| Patrick Roest       | 10.000 m    | 12:44,59 min | Silber |
| Jorrit Bergsma      | 5000 m      | 6:13,18 min  | 5      |
| Jorrit Bergsma      | 10.000 m    | 12:48,94 min | 4      |
| Sven Kramer         | 5000 m      | 6:17,04 min  | 9      |

| Athleten           | Wettbewerbe | Halbfinale | Halbfinale | Finale | Finale | Rang |
| Athleten           | Wettbewerbe | Punkte     | Rang       | Punkte | Rang   | Rang |
| ------------------ | ----------- | ---------- | ---------- | ------ | ------ | ---- |
| Frauen             |             |            |            |        |        |      |
| Marijke Groenewoud | Massenstart | 9          | 5          | 1      | 11     | 11   |
| Irene Schouten     | Massenstart | 13         | 4          | 60     | 1      | Gold |
| Männer             |             |            |            |        |        |      |
| Jorrit Bergsma     | Massenstart | 3          | 8          | 3      | 9      | 9    |
| Sven Kramer        | Massenstart | 3          | 7          | 0      | 16     | 16   |

| Athleten                                     | Wettbewerbe    | Viertelfinale | Viertelfinale | Halbfinale | Halbfinale | Finale                       | Finale  | Rang   |
| Athleten                                     | Wettbewerbe    | Zeit          | Rang          | Gegner     | Zeit       | Gegner                       | Zeit    | Rang   |
| -------------------------------------------- | -------------- | ------------- | ------------- | ---------- | ---------- | ---------------------------- | ------- | ------ |
| Frauen                                       |                |               |               |            |            |                              |         |        |
| Antoinette de Jong Ireen Wüst Irene Schouten | Teamverfolgung | 2:57,26 min   | 3             | Kanada     | +0,98 s    | B-Finale: ROC                | −1,80 s | Bronze |
| Männer                                       |                |               |               |            |            |                              |         |        |
| Marcel Bosker Patrick Roest Sven Kramer      | Teamverfolgung | 3:38,90 min   | 4             | Norwegen   | +1,34 s    | B-Finale: Vereinigte Staaten | +2,81 s | 4      |

### Shorttrack
| Athlet                                                                                         | Wettbewerb     | Vorlauf      | Vorlauf    | Viertelfinale | Viertelfinale | Halbfinale    | Halbfinale    | Finale A/B       | Finale A/B    | Rang   |
| Athlet                                                                                         | Wettbewerb     | Zeit         | Rang       | Zeit          | Rang          | Zeit          | Rang          | Zeit             | Rang          | Rang   |
| ---------------------------------------------------------------------------------------------- | -------------- | ------------ | ---------- | ------------- | ------------- | ------------- | ------------- | ---------------- | ------------- | ------ |
| Frauen                                                                                         |                |              |            |               |               |               |               |                  |               |        |
| Selma Poutsma                                                                                  | 500 m          | 43,472 s     | 1          | 1:07,285 min  | 4             | ausgeschieden | ausgeschieden | ausgeschieden    | ausgeschieden | 15     |
| Selma Poutsma                                                                                  | 1000 m         | 1:28,115 min | 2          | 1:29,077 min  | 4             | ausgeschieden | ausgeschieden | ausgeschieden    | ausgeschieden | 14     |
| Suzanne Schulting                                                                              | 500 m          | 42,379 s     | 1          | 42,922 s      | 1             | 42,475 s      | 1             | 42,559 s (A)     | 2             | Silber |
| Suzanne Schulting                                                                              | 1000 m         | 1:27,292 min | 1          | 1:26,514 min  | 1             | 1:28,108 min  | 1             | 1:28,391 min (A) | 1             | Gold   |
| Suzanne Schulting                                                                              | 1500 m         | —            | —          | 2:18,810 min  | 1             | 2:18,942 min  | 1             | 2:17,865 min (A) | 3             | Bronze |
| Xandra Velzeboer                                                                               | 500 m          | 42,563 s     | 1          | PEN           | PEN           | ausgeschieden | ausgeschieden | ausgeschieden    | ausgeschieden | 16     |
| Xandra Velzeboer                                                                               | 1000 m         | 1:30,454 min | 2          | 1:26,592 min  | 2             | 1:27,777 min  | 5             | 1:29,668 min (B) | 1             | 5      |
| Xandra Velzeboer                                                                               | 1500 m         | —            | —          | 2:21,148 min  | 2             | 2:18,303 min  | 3             | 2:18,781 min (A) | 5             | 5      |
| Rianne de Vries                                                                                | 1500 m         | —            | —          | 2:22,244 min  | 4             | 2:18,712 min  | 5             | ausgeschieden    | ausgeschieden | 16     |
| Selma Poutsma Suzanne Schulting Xandra Velzeboer Yara van Kerkhof Rianne de Vries              | 3000 m Staffel | —            | —          | —             | —             | 4:04,133 min  | 1             | 4:03,409 min     | 1             | Gold   |
| Männer                                                                                         |                |              |            |               |               |               |               |                  |               |        |
| Dylan Hoogerwerf                                                                               | 500 m          | keine Zeit   | keine Zeit | ausgeschieden | ausgeschieden | ausgeschieden | ausgeschieden | ausgeschieden    | ausgeschieden | 28     |
| Itzhak de Laat                                                                                 | 500 m          | keine Zeit   | keine Zeit | ausgeschieden | ausgeschieden | ausgeschieden | ausgeschieden | ausgeschieden    | ausgeschieden | 28     |
| Itzhak de Laat                                                                                 | 1000 m         | 1:24,332 min | 3          | 1:42,490 min  | 3             | 1:24,229 min  | 4             | 1:35,925 min (B) | 5             | 5      |
| Itzhak de Laat                                                                                 | 1500 m         | —            | —          | 3:08,907 min  | 5             | ausgeschieden | ausgeschieden | ausgeschieden    | ausgeschieden | 30     |
| Sjinkie Knegt                                                                                  | 1000 m         | 1:23,097 min | 2          | YC            | YC            | ausgeschieden | ausgeschieden | ausgeschieden    | ausgeschieden | YC     |
| Sjinkie Knegt                                                                                  | 1500 m         | —            | —          | 2:12,208 min  | 1             | PEN           | PEN           | ausgeschieden    | ausgeschieden | 20     |
| Sven Roes                                                                                      | 1500 m         | —            | —          | 2:18,687 min  | 2             | ausgeschieden | ausgeschieden | ausgeschieden    | ausgeschieden | 14     |
| Jens van ’t Wout                                                                               | 500 m          | PEN          | PEN        | ausgeschieden | ausgeschieden | ausgeschieden | ausgeschieden | ausgeschieden    | ausgeschieden | PEN    |
| Jens van ’t Wout                                                                               | 1000 m         | 1:23,946 min | 3          | ausgeschieden | ausgeschieden | ausgeschieden | ausgeschieden | ausgeschieden    | ausgeschieden | 19     |
| Itzhak de Laat Sjinkie Knegt Sven Roes Jens van ’t Wout Dylan Hoogerwerf                       | 5000 m Staffel | —            | —          | —             | —             | 6:37,927 min  | 3             | 6:39,780 min (B) | 2             | 7      |
| Mixed                                                                                          |                |              |            |               |               |               |               |                  |               |        |
| Suzanne Schulting Selma Poutsma Xandra Velzeboer Sjinkie Knegt Jens van ’t Wout Itzhak de Laat | 2000 m Staffel | —            | —          | 2:36,437 min  | 1             | 2:51,919 min  | 6             | 2:36,966 min     | 4             | 4      |

### Skeleton
| Athlet        | Wettbewerbe | Lauf 1      | Lauf 1 | Lauf 2      | Lauf 2 | Lauf 3      | Lauf 3 | Lauf 4      | Lauf 4 | Gesamt      | Gesamt |
| Athlet        | Wettbewerbe | Zeit        | Rang   | Zeit        | Rang   | Zeit        | Rang   | Zeit        | Rang   | Zeit        | Rang   |
| ------------- | ----------- | ----------- | ------ | ----------- | ------ | ----------- | ------ | ----------- | ------ | ----------- | ------ |
| Frauen        |             |             |        |             |        |             |        |             |        |             |        |
| Kimberley Bos | Einzel      | 1:02,51 min | 10     | 1:02,22 min | 2      | 1:01,86 min | 4      | 1:01,87 min | 2      | 4:08,46 min | Bronze |

### Ski Alpin
| Athleten          | Wettbewerbe  | 1. Lauf     | 1. Lauf | 2. Lauf       | 2. Lauf       | Gesamt        | Gesamt        |
| Athleten          | Wettbewerbe  | Zeit        | Rang    | Zeit          | Rang          | Zeit          | Rang          |
| ----------------- | ------------ | ----------- | ------- | ------------- | ------------- | ------------- | ------------- |
| Frauen            |              |             |         |               |               |               |               |
| Adriana Jelinkova | Riesenslalom | DNF         | DNF     | ausgeschieden | ausgeschieden | ausgeschieden | ausgeschieden |
| Männer            |              |             |         |               |               |               |               |
| Maarten Meiners   | Riesenslalom | 1:06,03 min | 22      | 1:09,45 min   | 20            | 2:15,48 min   | 18            |

### Snowboard
| Athleten            | Wettbewerbe | Qualifikation | Qualifikation | Finale        | Finale        | Rang |
| Athleten            | Wettbewerbe | Punkte        | Rang          | Punkte        | Rang          | Rang |
| ------------------- | ----------- | ------------- | ------------- | ------------- | ------------- | ---- |
| Frauen              |             |               |               |               |               |      |
| Melissa Peperkamp   | Big Air     | 128,25        | 11            | 141,75        | 6             | 6    |
| Melissa Peperkamp   | Slopestyle  | 61,26         | 13            | ausgeschieden | ausgeschieden | 13   |
| Männer              |             |               |               |               |               |      |
| Niek van der Velden | Big Air     | 142,75        | 11            | 162,00        | 6             | 6    |
| Niek van der Velden | Slopestyle  | 46,03         | 22            | ausgeschieden | ausgeschieden | 22   |

| Athleten        | Wettbewerbe           | Qualifikation | Qualifikation | Achtelfinale | Achtelfinale | Viertelfinale | Viertelfinale | Halbfinale | Halbfinale | Platz 3 | Platz 3 | Rang |
| Athleten        | Wettbewerbe           | Zeit          | Rang          | Gegner       | Zeit         | Gegner        | Zeit          | Gegner     | Zeit       | Gegner  | Zeit    | Rang |
| --------------- | --------------------- | ------------- | ------------- | ------------ | ------------ | ------------- | ------------- | ---------- | ---------- | ------- | ------- | ---- |
| Frauen          |                       |               |               |              |              |               |               |            |            |         |         |      |
| Michelle Dekker | Parallel-Riesenslalom | 1:28,73 min   | 13            | Nadyrschina  | −0,03 s      | Dujmovits     | −4,29         | Ledecká    | DNF        | Kotnik  | DNF     | 4    |

| Athleten       | Wettbewerbe    | Qualifikation | Qualifikation | Achtelfinale | Achtelfinale | Viertelfinale | Viertelfinale | Halbfinale    | Halbfinale    | Finale A/B    | Finale A/B    | Rang |
| Athleten       | Wettbewerbe    | Zeit          | Rang          | Rang         | Rang         | Rang          | Rang          | Rang          | Rang          | Rang          | Rang          | Rang |
| -------------- | -------------- | ------------- | ------------- | ------------ | ------------ | ------------- | ------------- | ------------- | ------------- | ------------- | ------------- | ---- |
| Männer         |                |               |               |              |              |               |               |               |               |               |               |      |
| Glenn de Blois | Snowboardcross | 1:19,69 min   | 27            | 4            | 4            | ausgeschieden | ausgeschieden | ausgeschieden | ausgeschieden | ausgeschieden | ausgeschieden | 28   |